# Potkraj (Kiseljak)
Potkraj es un pueblo ubicado en el municipio de Kiseljak, en el cantón de Bosnia Central, Bosnia y Herzegovina.

## Superficie
Cuenta con una superficie de 3,60 kilómetros cuadrados.

## Demografía
Hasta 2013 la población era de 415 habitantes, con una densidad de población de 115,2 habitantes por kilómetro cuadrado.
| Gráfica de evolución demográfica de Potkraj entre 1961 y 2013                      |
|                                                                                    |
| Datos según Population statistics of Eastern Europe & former USSR y Statistika.ba. |